# Markus Bürgi
Markus Bürgi (* 6. November 1961 in Schwyz) ist ein Schweizer Maler, Zeichner, Objekt- bzw. Installationskünstler und Kunstlehrer.

## Leben
Nach dem Schulbesuch in Goldau und Oberarth absolvierte Bürgi von 1978 bis 1983 das Kantonale Lehrerseminar Rickenbach. Anschliessend war er drei Jahre Primarlehrer in Wilen. Danach absolvierte er von 1987 bis 1991 die Kantonale Schule für Gestaltung in Luzern, die er als Zeichenlehrer abschloss. 1992 bis 1993 arbeitete er in einer Sattlerei. Seit 1994 unterrichtet Bürgi Kunst an der Kantonsschule Obwalden in Sarnen. Dort gestaltet er seit 2009 als Nachfolger von Adrian Hossli die Bühnenbilder der Inszenierungen des Kollegitheaters.
Bürgi absolvierte ein Nachdiplomstudium im Bereich digitale Medien, das er 2004 mit einem Master in Advanced Studies abschloss. Von 1993 bis 2010 war er Dozent an der Gestaltungsschule Farbmühle in Luzern.

## Arbeiten
Seit 1990 erstellt Bürgi Arbeiten als bildender Künstler. Sein Lebens- und Arbeitsort ist Sarnen, sein Atelier befindet sich im Ortsteil Bitzighofen.
Bürgi arbeitet im Grenzbereich von Malerei und Skulptur. Bemalte Baumwolltücher bilden dabei den «Rohstoff» für weitere Bearbeitungsschritte. Er fertigt daraus beispielsweise Kleider, Taschen und Schuhe.
Während des Malvorgangs trägt er in dichter Folge lasierende Schichten von Acrylfarbe auf Leinwand auf. Mit dem Loslösen des «Gewebes» vom Rahmen beginnt ein neuer Prozess. Die monochrome Malerei erfährt durch Zuschneiden, Falten und Nähen eine weitere Umwandlung. Das «Bildgewebe» wird bei Bürgi zum Stoff eines traditionsreichen Handwerks und dadurch aus seinem bildhaft malerischen Kontext gelöst. Durch die Verwendung der «Bildhaut» als Objektstoff beginnt nach Bürgi ein irritierendes Wechselspiel zwischen Schein und Wirklichkeit. 

«Sicherheiten geraten ins Wanken, das Offensichtliche erweist sich als trügerisch. Über die Nachahmung und Aneignung von Wirklichkeit stellt Markus Bürgi Fragen nach dem, was Malerei ist. Nicht bloss die Täuschung, die möglichst genaue Wiedergabe von Natur stehen im Fokus seines Interesses, vielmehr verhandelt der Künstler genuine Fragen der Malerei. Es sind nicht Objekte, die er bemalt, es ist Malerei, die in den Raum ausgreift, sich von der Fläche löst und zum Körper wird. Es entsteht ‹gegenständliche› Malerei, die Fragen nach Sein und Schein, Wirklichkeit und Nachbildung aufwirft. Markus Bürgi spricht von der Mimesis, einst Domäne der Malerei, bevor sie von der Skepsis gegenüber der Abbildbarkeit von Wirklichkeit abgelöst wurde, denn eine Malerei ist nur in dem Masse wirklich, dass sie eine Leinwand, Farbe und einen Raum verkörpert. Malerei konstituiert eine eigene Wirklichkeit mit den ihr immanenten Möglichkeiten und Materialien. So stehen die Werke von Markus Bürgi an der Grenze von Malerei und Objekt, sie sprengen den Bildraum und greifen in den realen Raum aus.»

## Kunst am Bau: «VAS»
Markus Bürgi, Beat Stalder, Hubert Baumgartner: VAS, Kantonsspital Obwalden Sarnen, 2013.

«Das Projekt VAS widmet sich dem Schenken von Blumen. Im neuen Bettentrakt des Kantonsspitals Obwalden stehen Vasen für das Einstellen der mitgebrachten Blumen bereit. Die 140 Vasen sind in 15 offenen und ausgeleuchteten Nischen untergebracht, die auf drei Etagen verteilt, jeweils zwischen zwei Patientenzimmern, in die Wand eingelassen sind.
Die Bestückung der einzelnen Nischen mit Vasen folgt einem Farb- bzw. Materialcode, der diese als rote, blaue, grüne, gelbe, weisse, schwarze oder farblos-transparente Nische charakterisiert. Die Nischengrösse und deren Setzung zwischen zwei Patientenzimmern berücksichtigt die spitalinternen Abläufe und orientiert sich an der Architektur. Die eigens mitgestaltete Raumleuchte führt das Nischenkonzept im Raum fort und korrespondiert mit dem Lichtdesign.
VAS integriert sich in den 24-Stunden-Betrieb des Spitalneubaus und widerspiegelt das tägliche Zusammenwirken von Personal, Patienten und Besuchern.
Die 140 ausgestellten Vasen stehen für das Einstellen der geschenkten Blumen bereit. So verändert sich die Konstellation in den Nischen fortlaufend. VAS wird von den Menschen im Spital partizipativ weitergestaltet. Den ausgewählten Vasen der Erstbestückung werden nach und nach andere folgen und diese im Laufe der Zeit ablösen. Kunst wird benutzt. Die Wandnischen mit den Vasen kommen als ‹interaktive Bilder› zum Menschen.»

## Ausstellungen
- Jurierte Jahresausstellungen Kunstmuseum Luzern zwischen 1992 und 2002
- Eidgenössischer Wettbewerb für freie Kunst Basel 1995, 1998, 2001
- 1996: Show Case by women for shopping, Zürich, Einzelausstellung
- 1996: Young Art, Kunsthalle Bern
- 1996: Musee d’art et d’histoire Genf
- 2002: Talmuseum Engelberg out-look-in-sight
- 2003: Stans hat sie wieder, ein Projekt für die Stanser Musiktage
- 1998; 2009: Galerie Hofmatt Sarnen, Einzelausstellungen
- 1999: Galerie apropos Luzern, Einzelausstellung
- 2011: NOW 11, Schiffshalle Rütenen, Beckenried
- 2011: Vias d’art Pontresina
- 2012: NOW 12, Turbine Giswil
- 2012/13: Kunsthalle Luzern: faites comme chez vous
- 2013/14: Kunst am Bau Kantonsspital Obwalden, Sarnen; Ausführung zusammen mit Hubert Baumgartner und Beat Stalder
- 2016: Kunstszene Schwyz, Ital Reding Hofstatt
- 2018: NOW 18 Stans, Nidwaldner Museum, Winkelriedhaus
- 2020: NOW 20, Turbine Giswil

## Auszeichnungen
- 1996: 1. Rang im Projektwettbewerb Kunst am Bau, GIBZ Zug
- 1997/1998:  Ausführung des Projekts EULE an der gewerblich-industriellen Berufsschule
- 1997: Unterwaldner Preis für bildende Kunst
- 2013: Gestaltung der Jahresgabe des Kunst Treffs 13[6]
- 2013: Atelierstipendium für einen viermonatigen Aufenthalt in Berlin: November 2013 bis Februar 2014[7]
- 2013/14: Ausführung Projekt «VAS» Kunst am Bau, Kantonsspital Obwalden, Sarnen